# Rudolf Viertl
Rudolf Viertl   (Schwechat, 12 de novembre de 1902 - Viena, 9 de desembre de 1981) fou un futbolista austríac de la dècada de 1930.
Fou internacional amb Àustria, amb la qual participà en la Copa del Món de 1934. Pel que fa a clubs, fou jugador de FK Austria Wien.